# 法布里齐奥·博诺科雷
法布里齐奥·博诺科雷（義大利語：Fabrizio Buonocore，1977年4月28日—），意大利前男子水球运动员。他曾代表意大利国家队参加2004年和2008年夏季奥林匹克运动会水球比赛，均未能收获奖牌。